# Кимпу-Маре (Горж)
Кимпу-Маре (рум. Câmpu Mare) — село у повіті Горж в Румунії. Входить до складу комуни Скоарца.
Село розташоване на відстані 211 км на захід від Бухареста, 21 км на схід від Тиргу-Жіу, 81 км на північ від Крайови.

## Населення
За даними перепису населення 2002 року у селі проживали 57 осіб, усі — румуни. Усі жителі села рідною мовою назвали румунську.